# Hetty Voûte
Henriette (Hetty) Voûte (Utrecht, 12 juni 1918 – Amsterdam, 16 januari 1999) was tijdens haar studie in de Tweede Wereldoorlog actief in het verzet. Ze verspreidde het door haar broers opgerichte verzetsblad Bulletin, en ze bespioneerde bij Noordwijk enige tijd de Duitse verdedigingswerken. Als lid van het Utrechts Kindercomité hielp ze kinderen die weggesmokkeld waren uit de Hollandsche Schouwburg die gold als verzamelplek voor Joden voordat ze naar Kamp Westerbork werden doorgestuurd.

## Levensloop
Voûte studeerde biologie aan de Universiteit Utrecht op het moment dat de oorlog uitbrak. In het jaar 1940-41 zat ze in het bestuur van de studentenvereniging UVSV. Het gezin waarin zij opgroeide was zeer anti-Duits. Haar ouderlijk huis stond aan de Kromme Nieuwegracht 46.
Voûte begon in het eerste oorlogsjaar samen met haar twee broers met het uitgeven van een illegale krant onder de naam Bulletin. In dezelfde tijd begon ze samen met haar medestudent Olga Hudig te spioneren bij Noordwijk. Zij hadden toegang tot de stranden onder het mom van wetenschappelijk onderzoek. De verzamelde militaire gegevens werden door een zekere Jo van Koeverden uit het Gelderse Buren doorgeseind naar Engeland.
Vanaf mei 1942 hield Voûte zich bezig met het vinden van onderduikplaatsen voor Joodse kinderen. De kinderen kreeg ze in eerste instantie aangeleverd via de Westerweelgroep. Jan Meulenbelt vroeg haar in september 1942 om actief te worden voor het Utrechts Kindercomite. Zij droeg de verantwoordelijkheid voor het verzamelen van voldoende bonkaarten voor de verzorging van de jonge onderduikers. Ook bracht zij regelmatig Joodse kinderen naar hun opvangadres.
Het Utrechts Kindercomité had een vluchthuis in het Noord-Brabantse Sint-Michielsgestel (postadres Esch). Daar werden ook tijdelijk Joodse kinderen opgevangen. Het stel dat daarvoor verantwoordelijk was, een zekere Dirk de Ruiter en Mies van Ginkel, bleek voor de Sicherheitsdienst te werken. Het besluit viel om beide personen te liquideren. Voûte en Gisela Söhnlein reisden op 11 juni 1943 met de vier aanslagplegers per trein naar Boxtel, vanwaar ze op hun meegenomen fietsen verder reden.
Voûte en Söhnlein namen de laatste Joodse kinderen mee voor een wandeling, waarna de andere leden van de groep het stel zouden doden. Het liep echter anders dan gepland. Alleen De Ruiter werd gedood, Van Ginkel en haar toevallig aanwezige pleegzoon overleefden de aanslag. De pleegzoon sloeg alarm bij de politie in Boxtel. Voûte en de andere verzetsmensen slaagden er weliswaar in veilig te ontkomen naar Utrecht, maar toch liep het niet goed voor haar af. Samuel Kerkhove, politiechef in Boxtel, bedacht dat de aanslagplegers waarschijnlijk hun fiets per trein hadden meegenomen. Navraag bij de Nederlandse Spoorwegen leerde dat die dag twee fietsen als vrachtvervoer naar Utrecht zouden worden gebracht. Dat waren de fietsen van Voûte en Söhnlein. De andere leden van de groep hadden de tegenwoordigheid van geest de fietsen naar Eindhoven te transporten, met de bedoeling ze daar nooit meer op te halen. Zowel Voûte als Söhnlein werd gearresteerd toen ze hun fiets in Utrecht kwamen ophalen.
Van Ginkel was intussen voldoende hersteld om een verklaring af te leggen. Op basis daarvan werden beide vrouwen in Kamp Haaren opgesloten en na zes maanden naar Kamp Vught overgebracht, waar ze werkten in het Michelincommando. De laatste zeven maanden van de oorlog zaten ze in het vrouwenconcentratiekamp Ravensbrück, dat door de Russen werd bevrijd. Voor de komst van de Russen echter had Heinrich Himmler onder druk van de Zweedse graaf Folke Bernadotte al duizenden gevangenen aan het Zweedse Rode Kruis overgedragen. Zo kwamen zij beiden aanvankelijk in Zweden terecht. In 1946 keerde Voûte terug naar Nederland en ontmoette daar Christian Elie Dutilh, met wie ze nog hetzelfde jaar trouwde. Ze vertrokken naar Nederlands-Indië en kregen vier kinderen. Ze keerden in 1953 terug uit Indonesië.
In 1988 kreeg ze de Yad Vashemonderscheiding Rechtvaardige onder de Volkeren voor haar werkzaamheden voor kinderen in de Tweede Wereldoorlog. Ook Gisela Söhnlein heeft deze onderscheiding gekregen. Ze stond aan de wieg van verschillende initiatieven die zich bezighouden met het herdenken van de oorlog, zoals Stichting Kombi in 1988 en Stichting Vriendenkring Nationaal Monument Kamp Vught in 1990.
In 1996 vertelde Voûte haar levensverhaal aan het USC Shoah Foundation Institute, opgericht in 1994 door Steven Spielberg. Dit verhaal is opgenomen in de Collectie 2000 Getuigen Vertellen in het Joods Historisch Museum.
In de wijk Slotermeer-Noordoost in Amsterdam Nieuw-West is op 4 mei 2016 de naamloze brug 629 naar haar vernoemd als Henriette Voûtebrug, zoals op 29 maart 2016 was besloten in de raadsvergadering van het stadsdeel. In 2022 maakte zangeres Mirjam van Dam een muzikale muziekvoorstelling met liedjes van Gisela Söhnlein en Hetty Voûte.